# Didymoglossum motleyi
Didymoglossum motleyi är en hinnbräkenväxtart som först beskrevs av V. d. Bosch, och fick sitt nu gällande namn av Ebihara och K. Iwats. Didymoglossum motleyi ingår i släktet Didymoglossum och familjen Hymenophyllaceae. Inga underarter finns listade.

## Bildgalleri

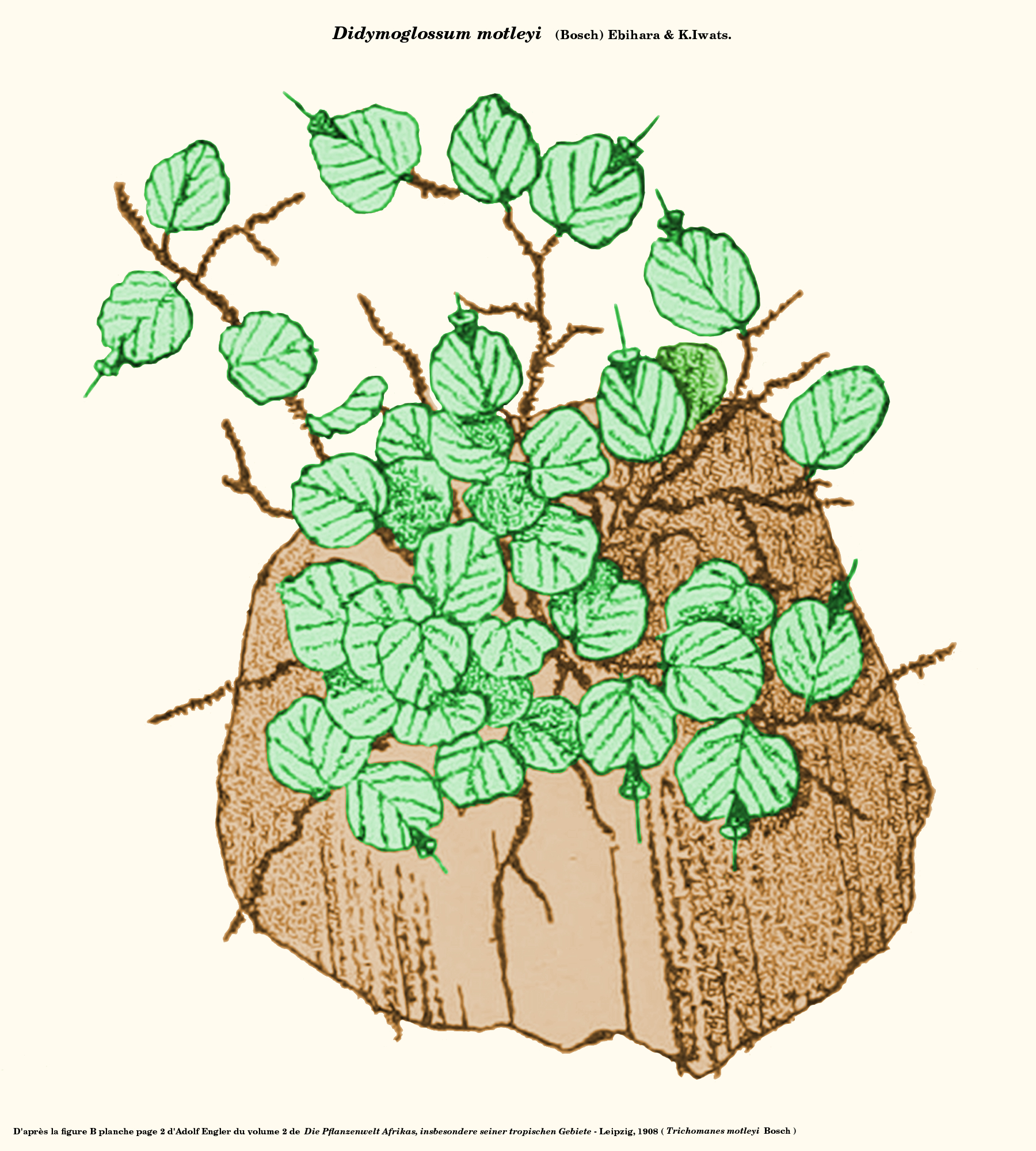